# Desa Sumberarum (administrativ by i Indonesien, Jawa Timur, lat -7,22, long 111,55)
Desa Sumberarum är en administrativ by i Indonesien.   Den ligger i provinsen Jawa Timur, i den västra delen av landet, 500 km öster om huvudstaden Jakarta. Desa Sumberarum ligger vid sjön Waduk Solovai.